# Laetacara
Laetacara är ett litet släkte fiskar i familjen ciklider som förekommer i Sydamerika. De blir som vuxna mellan 3,6 och 12 centimeter långa, beroende på art. Flera av arterna är vanliga som akvariefiskar.

## Utbredningsområde och biotoper
Släktets utbredningsområde sträcker sig från övre Orinocofloden i Venezuela till Paranáfloden i Paraguay. Alla arterna återfinns våtmarker, bäckar och lugna floder med mjukt, surt vatten.

## Föda
Samtliga Laetacara är allätare ("omnivora"). Tyngdpunkten ligger på animalisk föda såsom maskar, små kräftdjur, insekter och småfisk, men de äter också vegetabilier i form av alger och olika vattenväxter.

## Fortplantning
Alla Pelvicachromis lever samman i monogama par som håller ett revir, och leker på plana, vanligtvis horisontella ytor, ofta en flat sten eller rot. I undantagsfall händer det att de istället lägger sin rom i grunda grottor, men det är sällsynt. Före leken putsas underlaget noga av båda föräldradjuren, för att skapa en så god miljö för äggen som möjligt. Honan lägger i allmänhet 50–300 ägg på leksubstratet, några i taget, varefter hanen befruktar rommen. Äggen kläcks efter 3–8 dygn, beroende på art och vattnets temperatur. Ynglen blir frisimmande 5–10 dygn efter kläckningen. Båda föräldrarna vaktar såväl äggen som de kläckta ynglen, och attackerar alla andra fiskar eller andra hot som kanske kommer för nära och kan utgöra ett hot mot avkomman.

## Lista över arter
Släktet omfattar sex arter:
- Laetacara araguaiae Ottoni & Costa, 2009 – blir 3,6 cm lång, förekommer i Brasilien.[5]
- Laetacara curviceps (Ahl, 1923) – kurvciklid – blir 6,6 cm lång, förekommer i Brasilien.[6] En av de första ciklider som hölls i akvarium, och tillsammans med L. dorsigera den mest lättodlade i fångenskap.
- Laetacara dorsigera (Heckel, 1840) – blir 6 cm lång, förekommer i Argentina, Bolivia, Brasilien och Paraguay.[7]
- Laetacara flavilabris (Cope, 1870) – blir 8,2 cm lång, förekommer i Brasilien, Ecuador och Peru.[8]
- Laetacara fulvipinnis Staeck & Schindler, 2007 – blir 7,4 cm lång, förekommer i Venezuela.[9]
- Laetacara thayeri (Steindachner, 1875) – blir 12 cm lång, förekommer i Brasilien och Peru.[10]